# Deutsche Meisterschaften im Rennrodeln 2023

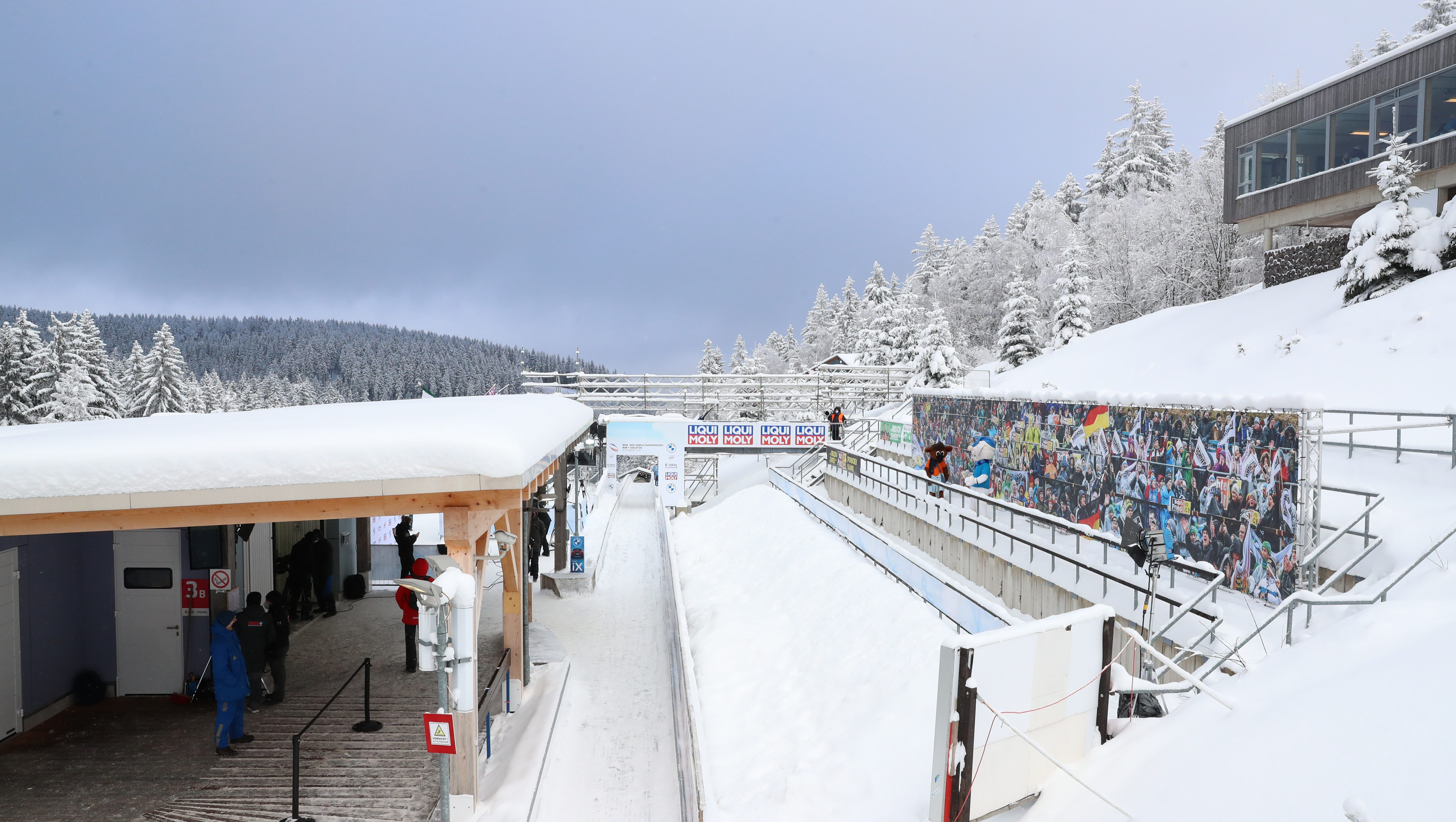
Rennschlitten- und Bobbahn Altenberg (2021)

Die Deutschen Meisterschaften im Rennrodeln 2023 wurden am 29. Dezember 2023 auf der Rennschlitten- und Bobbahn in Altenberg ausgetragen.
Bei den vom Bob- und Schlittenverband für Deutschland organisierten nationalen Titelkämpfen fanden Wettbewerbe in den Ein- und Doppelsitzern für Frauen und Männer sowie in der Disziplin der Teamstaffel (Team bestehend aus je einem Einsitzer der Frauen und Männer sowie je einem Doppelsitzer der Frauen und Männer) statt. Abgesehen von der Teamstaffel (lediglich ein Lauf) wurden alle Wettbewerbe in zwei Läufen entschieden. Zum achten Mal gab es bei Deutschen Meisterschaften eine Teamstaffel, erstmalig mit den Doppelsitzern der Frauen. Die Rennen dienten auch als Selektionsrennen in Vorbereitung der Rennrodel-Weltmeisterschaften, die Ende Januar 2024 an gleicher Stelle stattfinden. Aufgrund ihrer Leistungen wurden, neben den bereits für den Weltcup Gesetzen, Melina Fischer (Einsitzer der Frauen), Timon Grancagnolo (Einsitzer der Männer), Elisa-Marie Storch und Pauline Patz (Doppelsitzer der Frauen) sowie Moritz Jäger und Valentin Steudte (Doppelsitzer der Männer) für die Weltmeisterschaften nominiert.
Die deutschen Meisterschaftstitel sicherten sich Anna Berreiter (Einsitzer der Frauen), Felix Loch (Einsitzer der Männer), Jessica Degenhardt und Cheyenne Rosenthal (Doppelsitzer der Frauen) sowie Hannes Orlamünder und Paul Gubitz (Doppelsitzer der Männer). Diese sechs Athleten siegten auch gemeinsam im Teamstaffelwettbewerb.

## Titelverteidiger
Bei den Deutschen Meisterschaften im Rennrodeln im Dezember 2022 auf der Rennrodelbahn Oberhof siegten Anna Berreiter im Einsitzer der Frauen, Felix Loch im Einsitzer der Männer, Jessica Degenhardt und Cheyenne Rosenthal im Doppelsitzer der Frauen sowie Tobias Wendl und Tobias Arlt im Doppelsitzer der Männer. Den Sieg in der Teamstaffel (ohne Doppelsitzer der Frauen ausgetragen) sicherten sich Dajana Eitberger, Felix Loch sowie Tobias Wendl und Tobias Arlt.

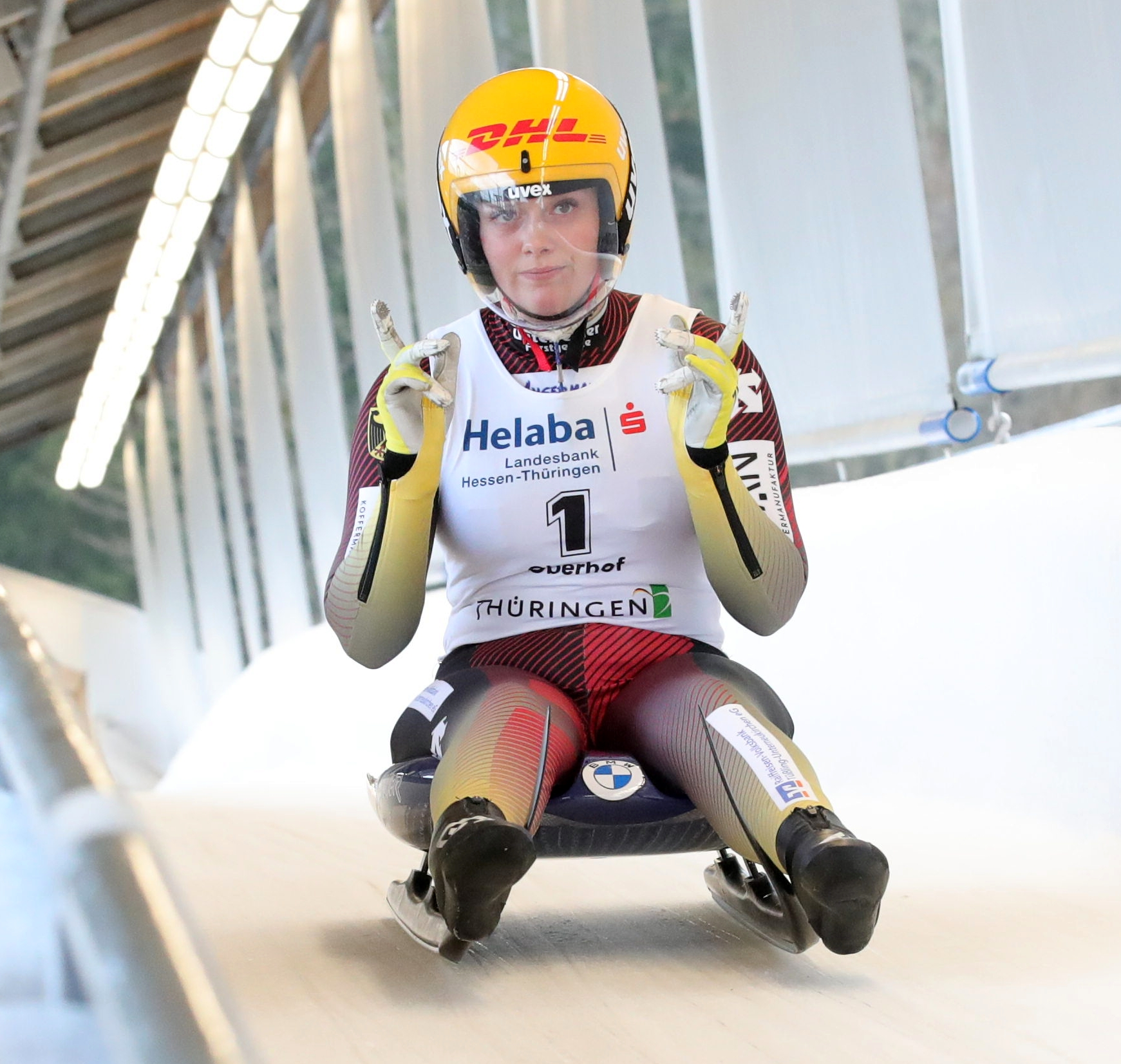
Berreiter
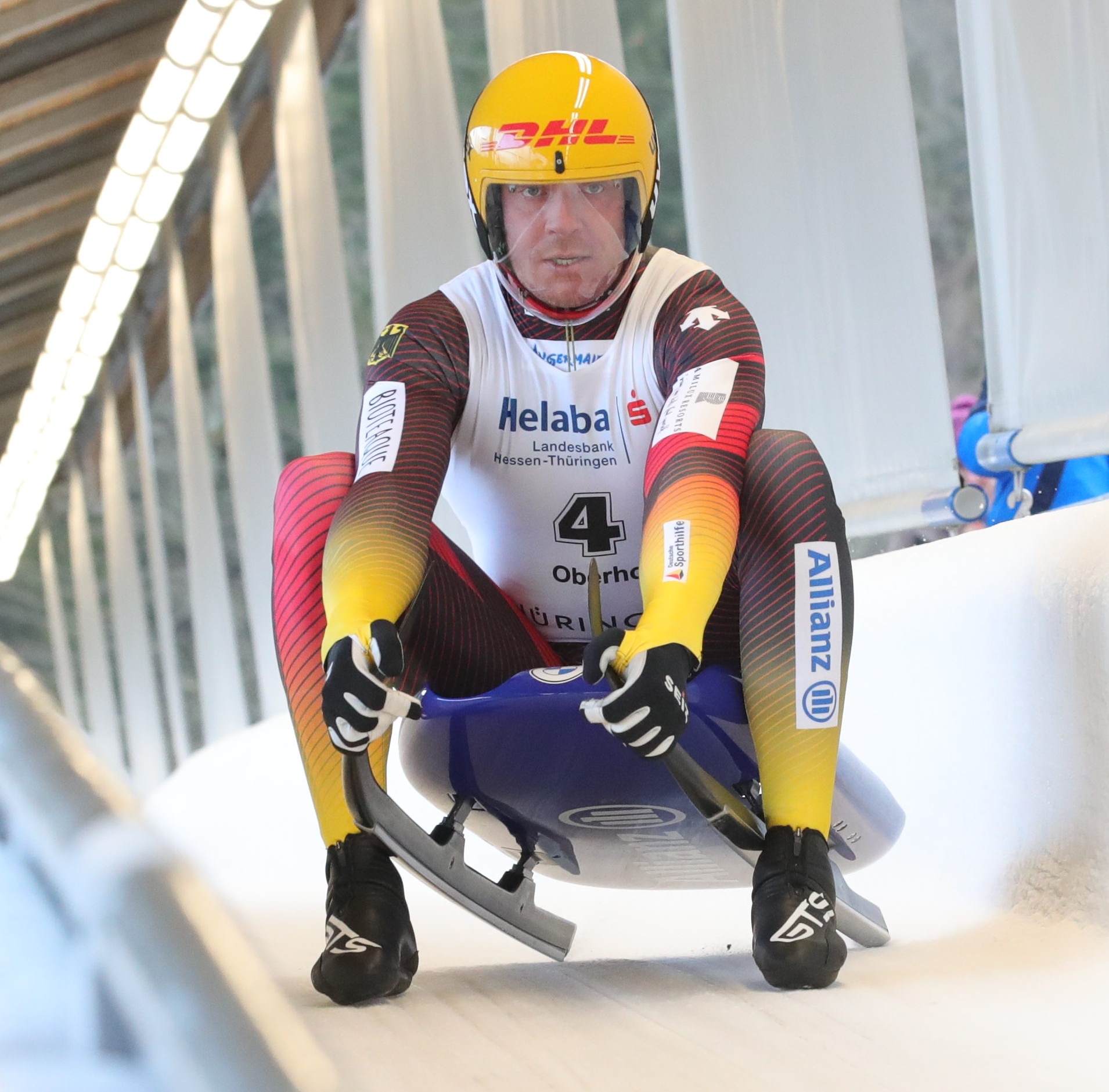
Loch
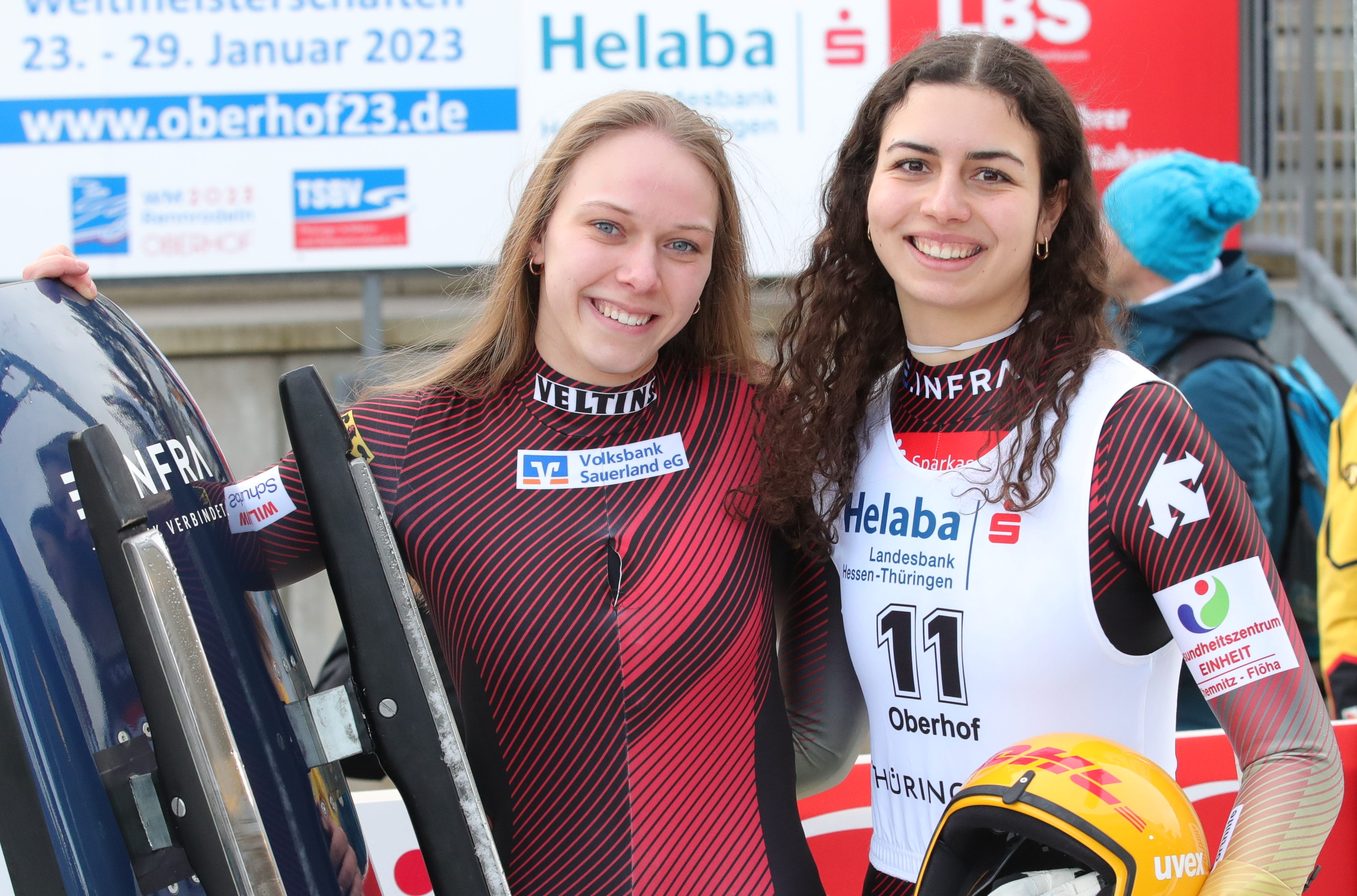
Rosenthal und Degenhardt
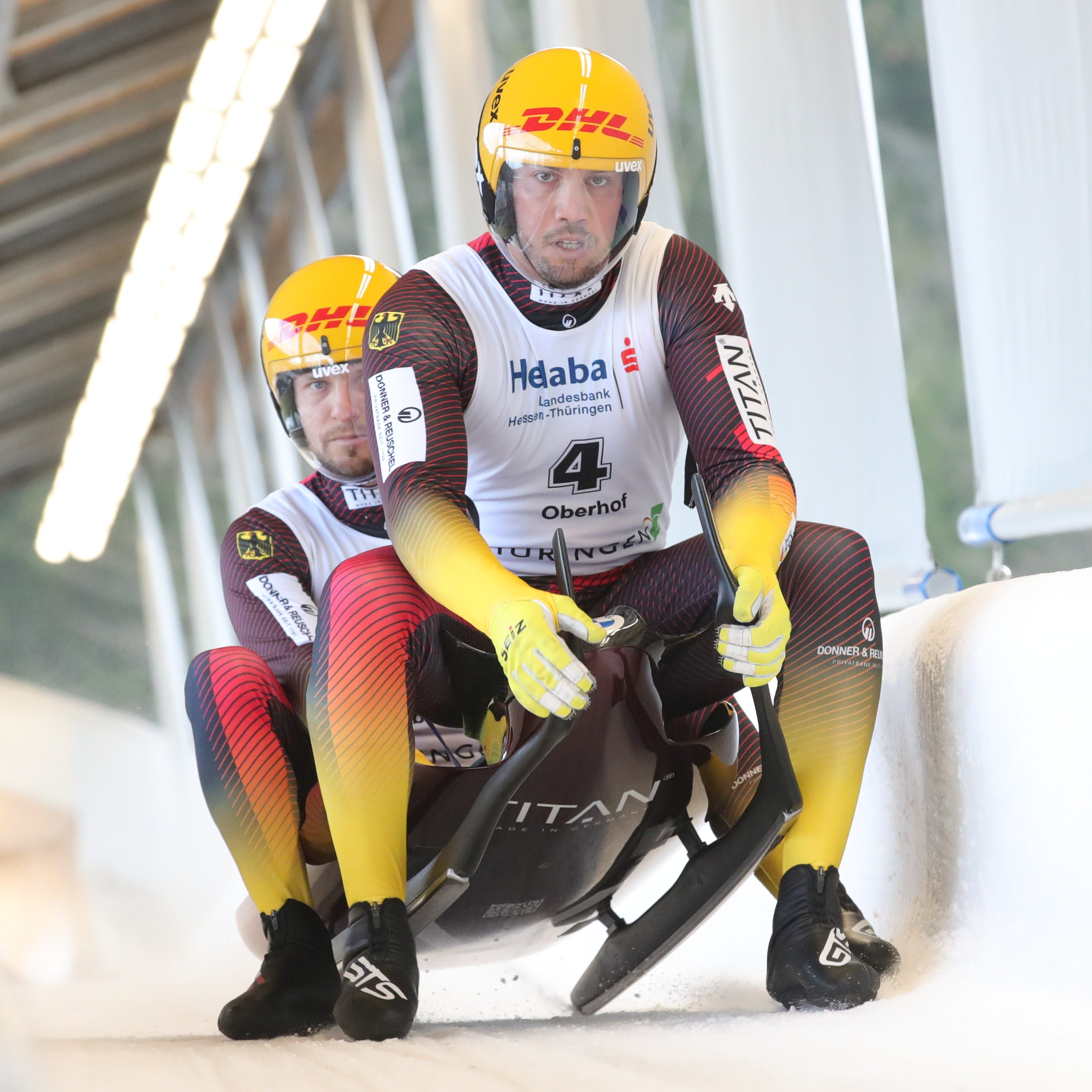
Wendl und Arlt
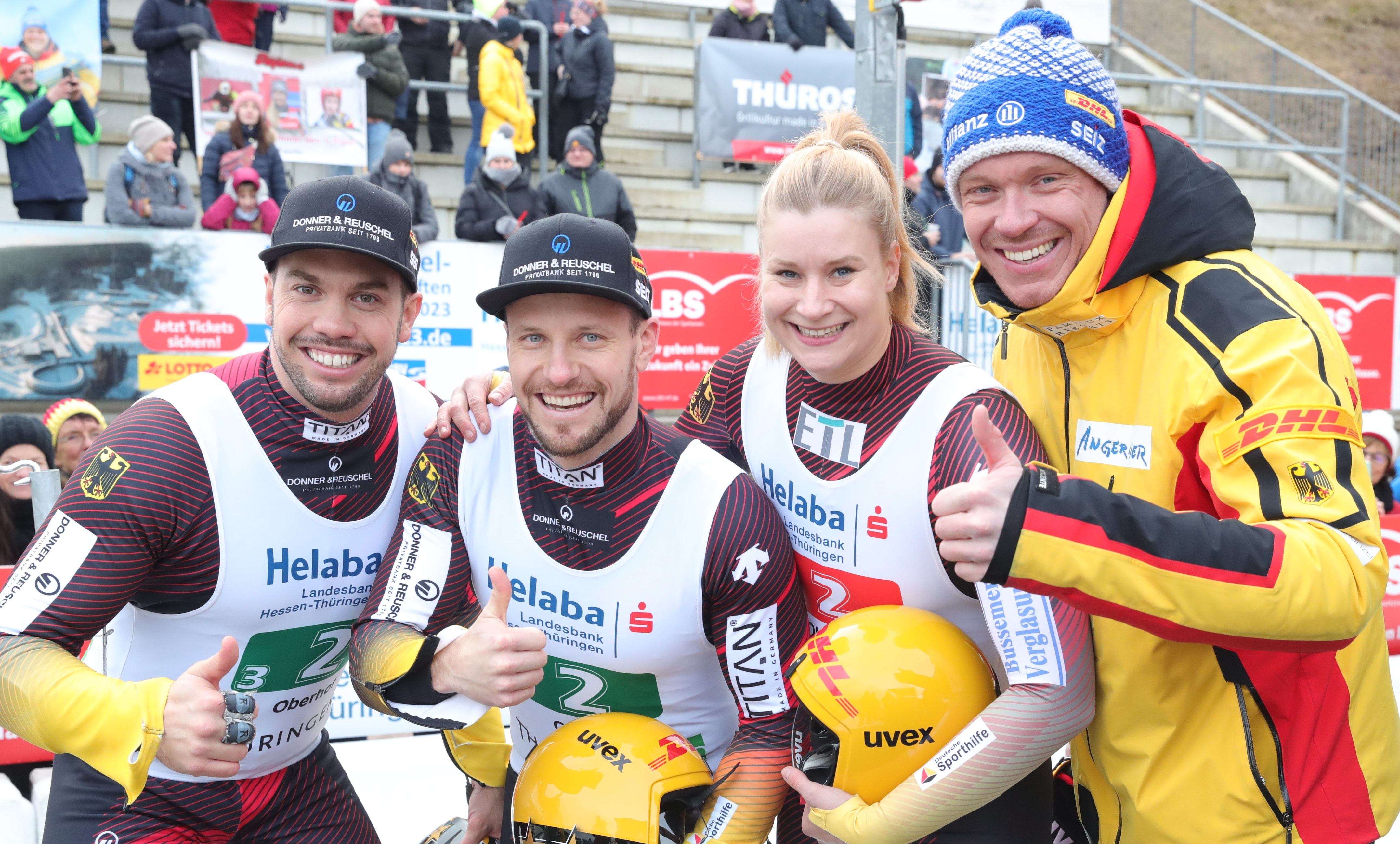
Teamstaffel

## Ergebnisse

### Einsitzer der Frauen
| Platz | Sportlerin      | Verein                        | Laufzeiten        | Zeit         |
| ----- | --------------- | ----------------------------- | ----------------- | ------------ |
| 1     | Anna Berreiter  | RC Berchtesgaden              | 52,970 s 52,997 s | 1:45,967 min |
| 2     | Melina Fischer  | ESV Lok Zwickau               | 53,365 s 53,843 s | 1:+1,241 s   |
| 3     | Alina Bräutigam | RRV Sonneberg/Schalkau        | 53,695 s 53,558 s | 1:+1,286 s   |
| 4     | Merle Fräbel    | RT Suhl                       | 52,784 s 56,630 s | 1:+3,447 s   |
| DNF   | Julia Taubitz   | WSC Erzgebirge Oberwiesenthal | 53,522 s DNS      |              |

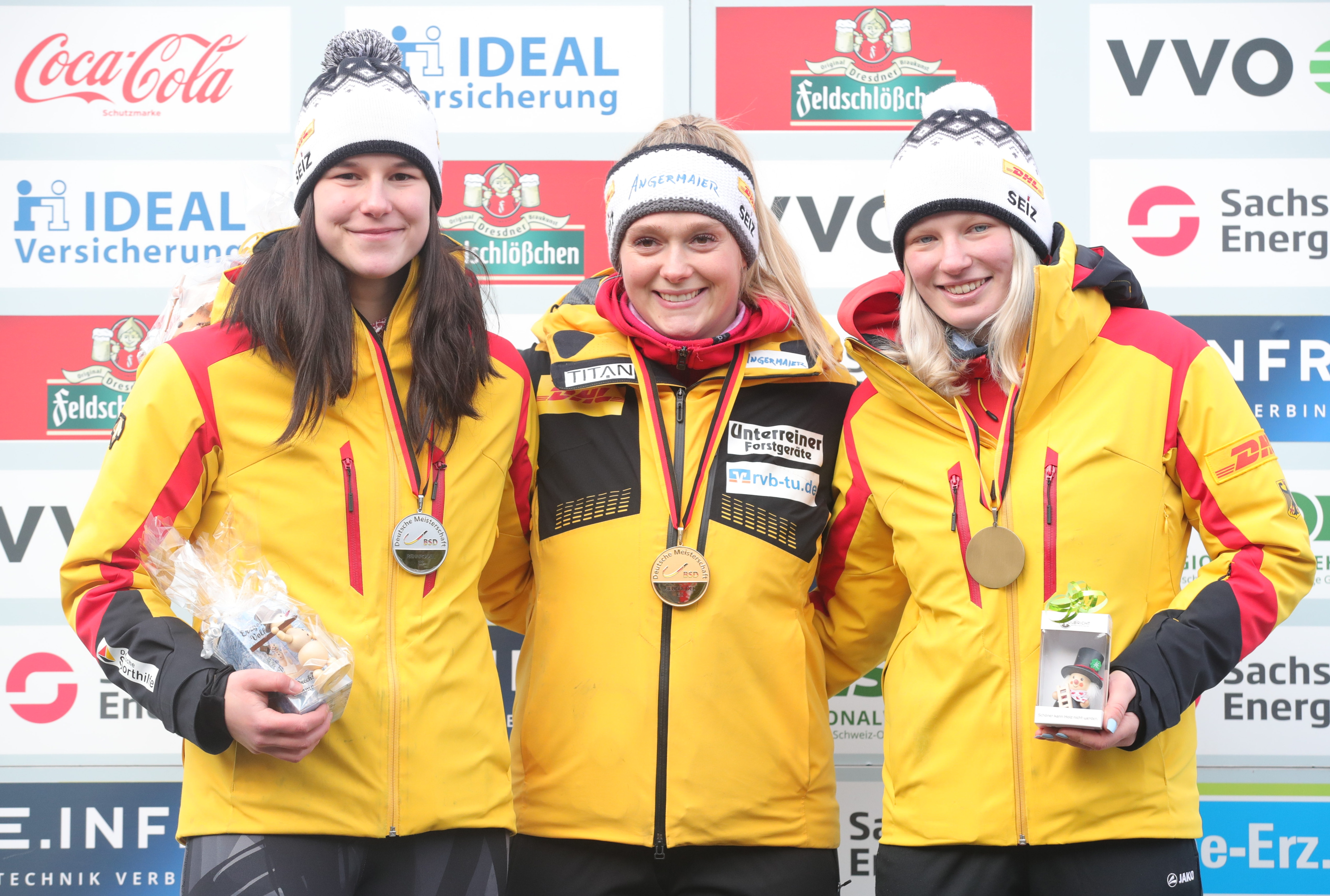
Podium

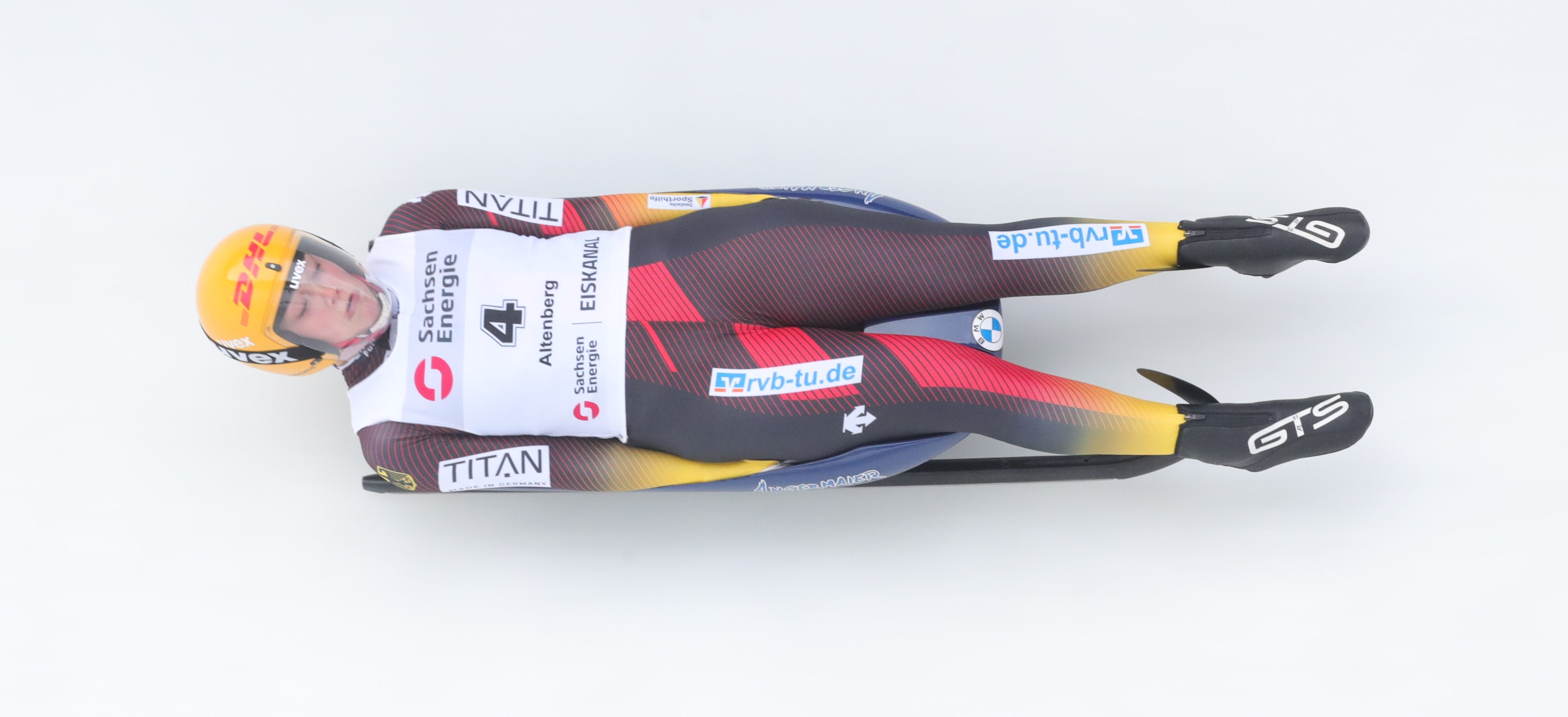
Anna Berreiter, Deutsche Meisterin

Anna Berreiter sicherte sich mit der Titelverteidigung ihren zweiten deutschen Meistertitel. Mit einem Rückstand von mehr als 1,2 Sekunden fuhren die Juniorinnen Melina Fischer und Alina Bräutigam auf die weiteren Podestplätze. Merle Fräbel, die nach dem ersten Lauf noch auf Goldkurs lag, kam nach diversen Fahrfehlern mit einem Rückstand von mehr als 3,4 Sekunden als Vierte ins Ziel. Julia Taubitz, die bereits angeschlagen in das Rennen ging, verpatzte den ersten Lauf und trat in der Folge nicht mehr an. Die Juniorinnenwertung gewann Fischer vor Bräutigam und Fräbel.

### Einsitzer der Männer
| Platz | Sportler          | Verein                        | Laufzeiten        | Zeit         |
| ----- | ----------------- | ----------------------------- | ----------------- | ------------ |
| 1     | Felix Loch        | RC Berchtesgaden              | 53,722 s 53,772 s | 1:47,494 min |
| 2     | Max Langenhan     | BRC 05 Friedrichroda          | 53,882 s 53,740 s | 1:+0,128 s   |
| 3     | Timon Grancagnolo | ESV Lok Zwickau               | 54,167 s 54,222 s | 1:+0,895 s   |
| 4     | Sebastian Bley    | RT Suhl                       | 54,118 s 54,272 s | 1:+0,896 s   |
| 5     | David Nößler      | SV Schmalkalden               | 54,082 s 54,402 s | 1:+0,990 s   |
| 6     | Florian Müller    | WSC Erzgebirge Oberwiesenthal | 55,052 s 54,592 s | 1:+2,150 s   |
| 7     | Mathis Ertel      | RRC Altenberg                 | 55,288 s 55,018 s | 1:+2,812 s   |
| 8     | Hans Fritzsch     | WSC Erzgebirge Oberwiesenthal | 55,307 s 55,215 s | 1:+3,028 s   |
| DNS   | Marco Leger       | RRC Schliersee                |                   |              |

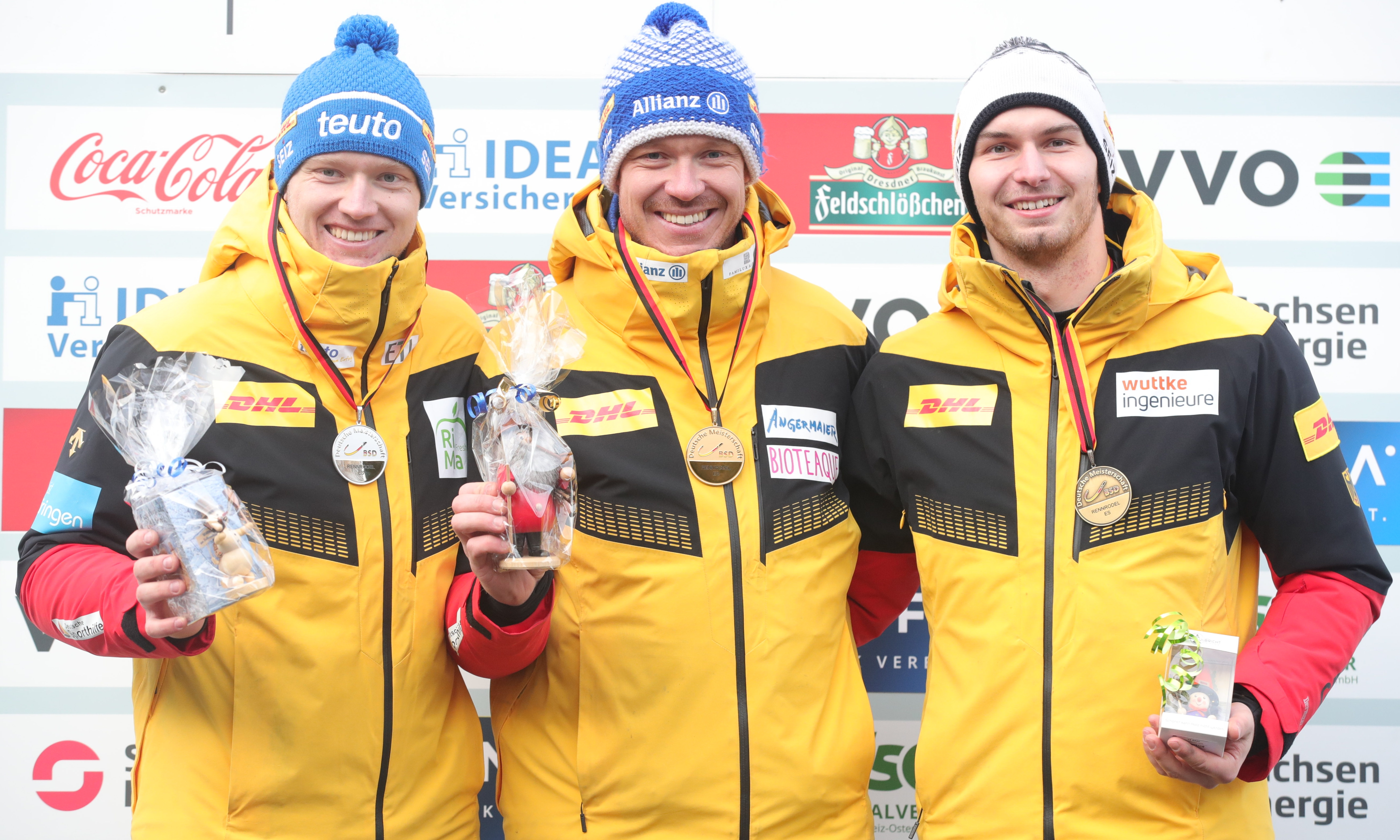
Podium

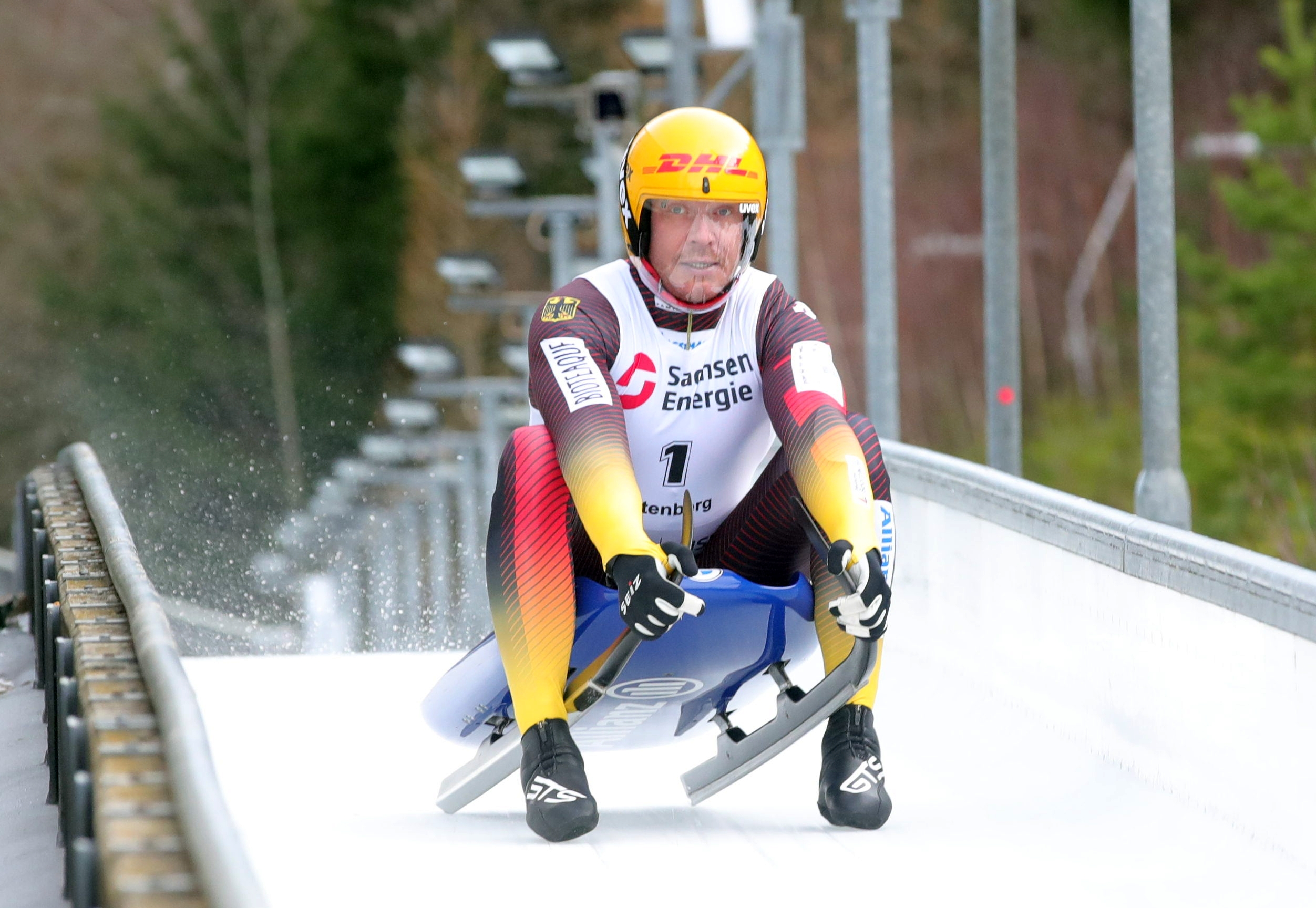
Felix Loch, Deutscher Meister

Die Podestreihenfolge im Einsitzer der Männer änderte sich im Vergleich zum Vorjahr nicht: Felix Loch sicherte sich seinen neunten Meistertitel im Einsitzer vor Max Langenhan und Timon Grancagnolo. Vierter wurde mit einem Rückstand von nur einer Tausendstelsekunde auf den Bronzerang der Thüringer Sebastian Bley, gefolgt von Weltcupstarter David Nößler, welcher aufgrund von Fahrfehlern im zweiten Lauf von Rang drei noch zurückfiel. Bereits mit einem Rückstand von mehr als zwei Sekunden folgten Florian Müller und Mathis Ertel auf dem sechsten und siebten Platz; Juniorenstarter Hans Fritzsch wurde mit einem Rückstand von mehr als drei Sekunden Achter. Marco Leger war nicht angetreten. Die Juniorenwertung gewann Grancagnolo vor Fritzsch.

### Doppelsitzer der Frauen
| Platz | Sportler                                | Verein                         | Laufzeiten        | Zeit         |
| ----- | --------------------------------------- | ------------------------------ | ----------------- | ------------ |
| 1     | Jessica Degenhardt / Cheyenne Rosenthal | RRC Altenberg / BSC Winterberg | 42,530 s 42,662 s | 1:25,192 min |
| 2     | Elisa Storch / Pauline Patz             | RT Suhl / SV Schmalkalden      | 42,863 s 42,809 s | 1:+0,480 s   |
| 3     | Dajana Eitberger / Saskia Schirmer      | RC Ilmenau / RC Berchtesgaden  | 42,933 s 42,992 s | 1:+0,733 s   |

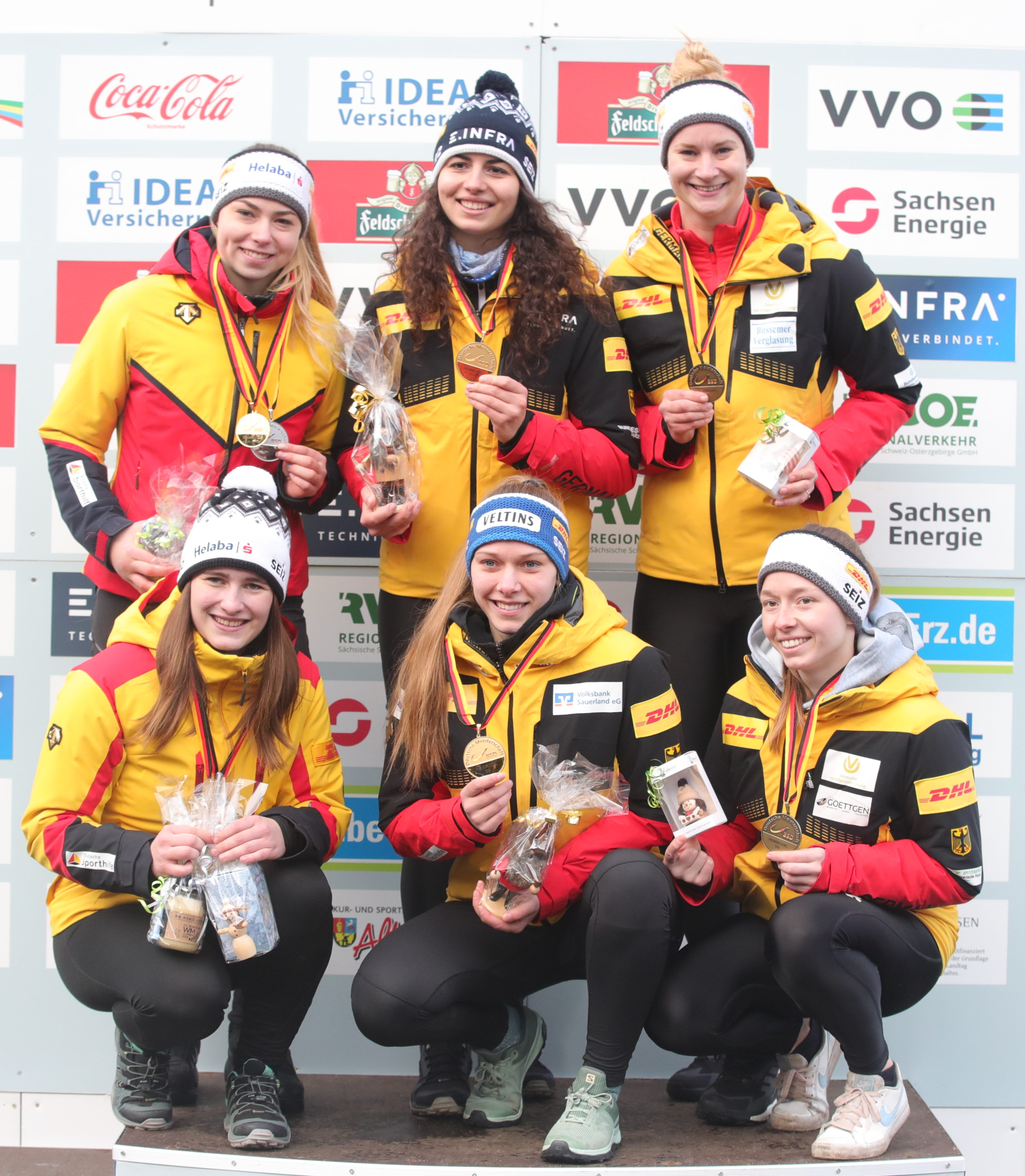
Podium

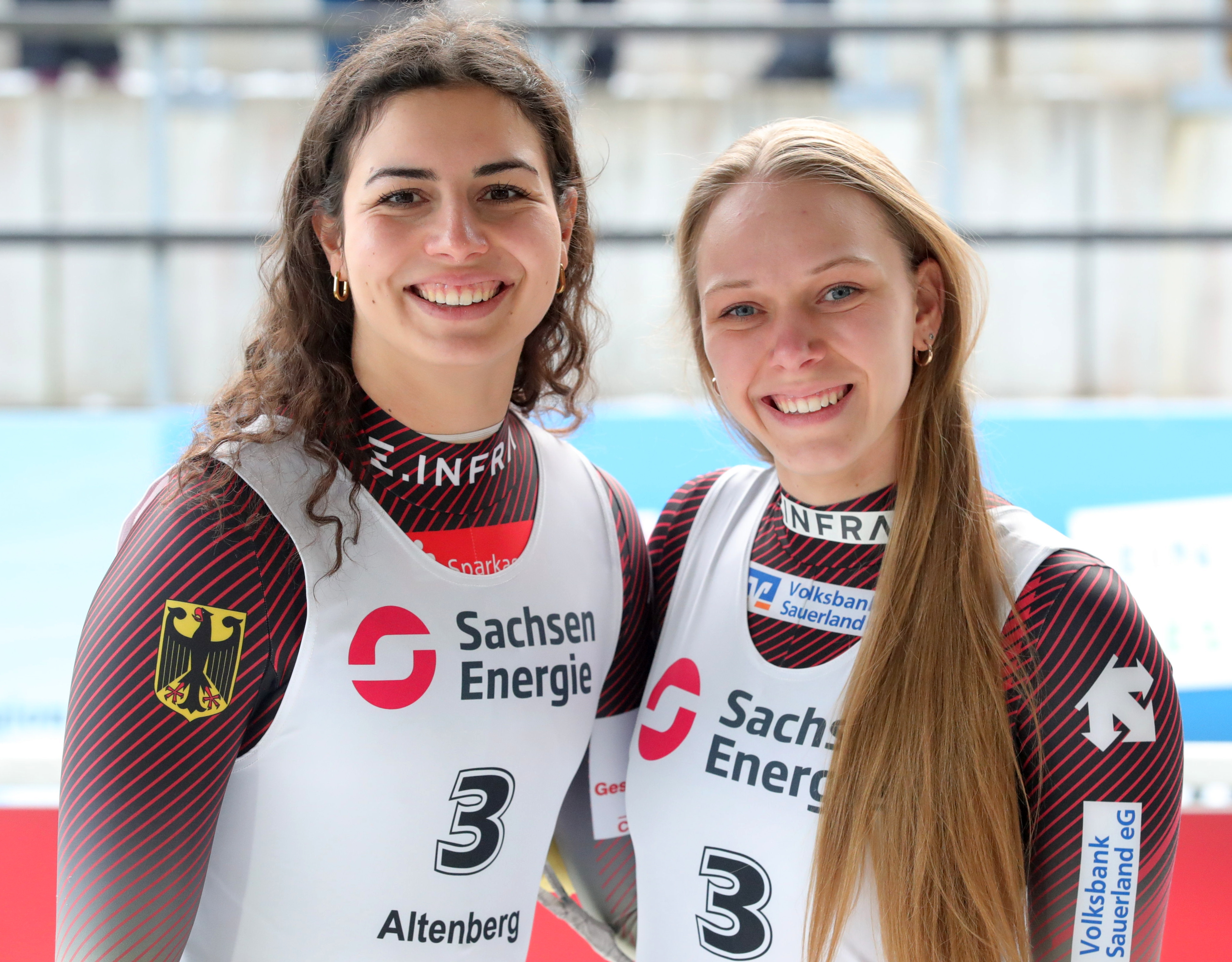
Degenhardt/Rosenthal, Deutscher Meisterinnen

Jessica Degenhardt und Cheyenne Rosenthal, amtierende Weltmeisterinnen, konnten ihren Titel aus dem Vorjahr verteidigen. Sie gewannen souverän den Meistertitel vor Elisa Storch und Pauline Patz. Storch gewann damit erneut eine Silbermedaille bei den deutschen Meisterschaften, war im Vorjahr jedoch noch mit Elia Reitmeier an den Start gegangen. Für Pauline Patz war es die erste Medaille bei deutschen Meisterschaften. Dajana Eitberger und Saskia Schirmer, die keinen sauberen Lauf ins Ziel brachten, fuhren mit einem Rückstand von mehr als sieben Zehntelsekunden auf den Bronzerang. Storch/Patz gewannen die Juniorinnenwertung. Weitere Starterinnen gab es nicht.

### Doppelsitzer der Männer
| Platz | Sportler                        | Verein                           | Laufzeiten        | Zeit         |
| ----- | ------------------------------- | -------------------------------- | ----------------- | ------------ |
| 1     | Hannes Orlamünder / Paul Gubitz | RRC Zella-Mehlis                 | 41,997 s 42,104 s | 1:24,101 min |
| 2     | Tobias Wendl / Tobias Arlt      | RC Berchtesgaden / WSV Königssee | 41,732 s 42,536 s | 1:+0,167 s   |
| 3     | Moritz Jäger / Valentin Steudte | RRC Zella-Mehlis / RT Suhl       | 42,044 s 42,251 s | 1:+0,194 s   |
| 4     | Max Ewald / Jakob Jannusch      | RT Suhl / RRV Sonneberg          | 42,144 s 42,389 s | 1:+0,432 s   |
| 5     | Pascal Kunze / Max Trippner     | ESV Lok Zwickau / Lok Chemnitz   | 42,397 s 42,559 s | 1:+1,809 s   |

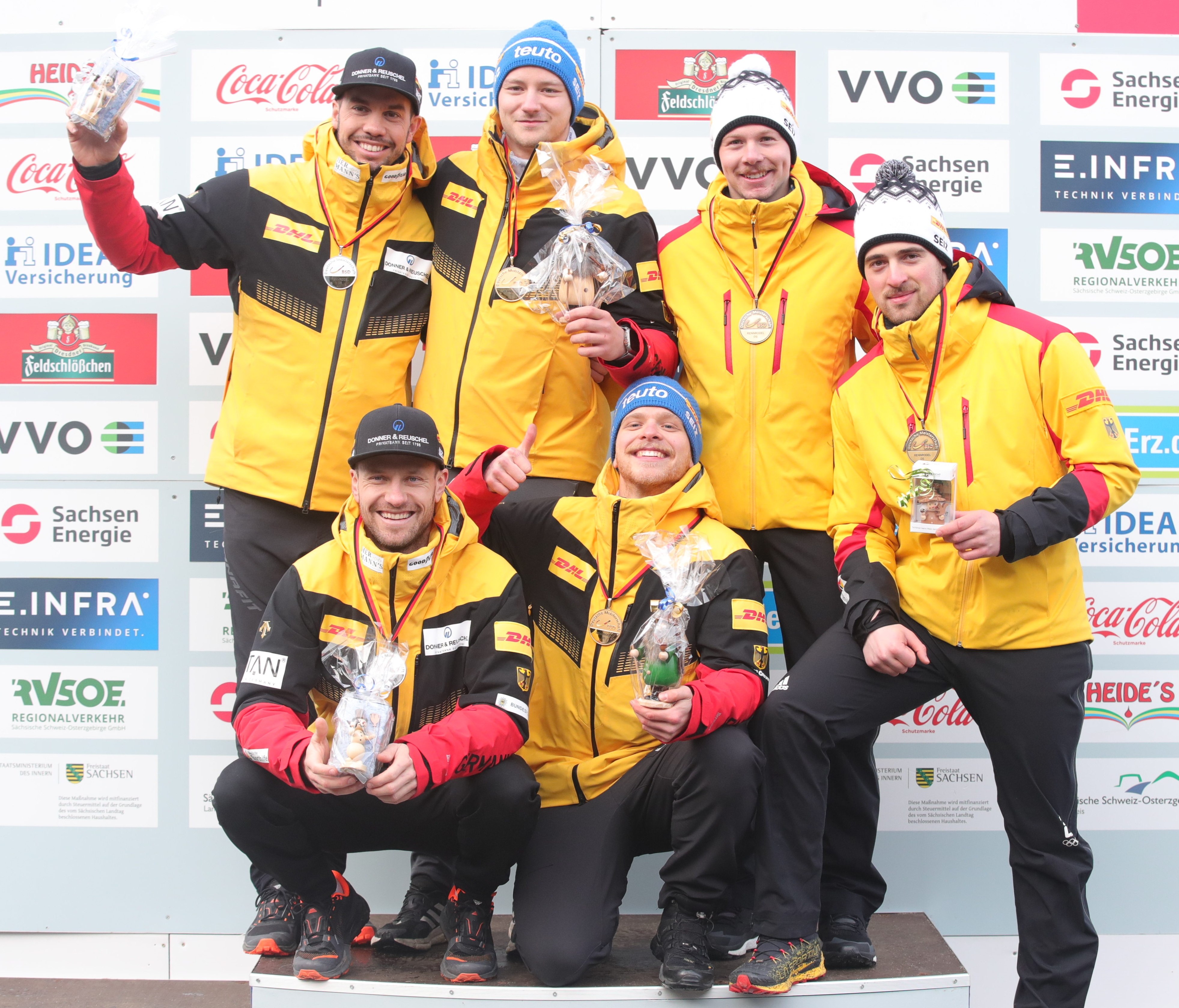
Podium

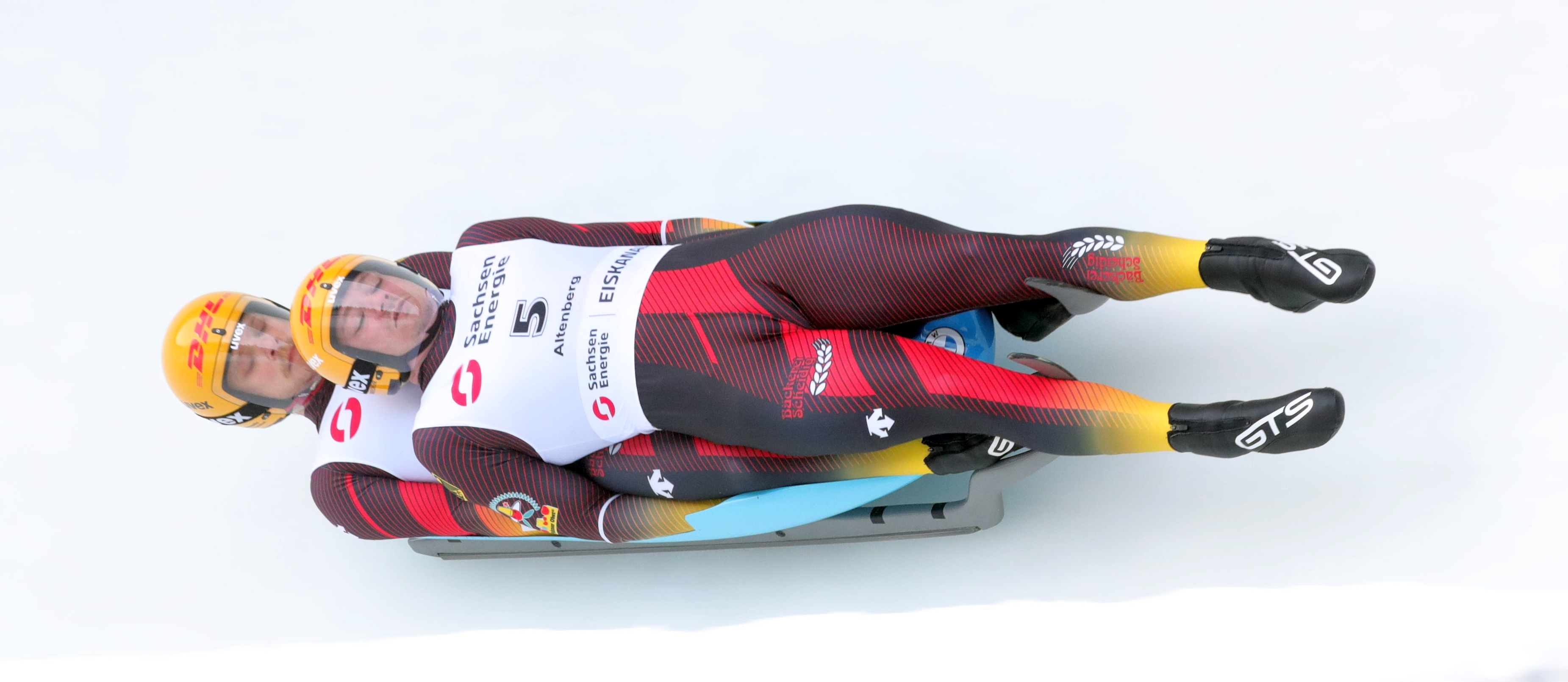
Orlamünder/Gubitz, Deutsche Meister

Hannes Orlamünder und Paul Gubitz gewannen ihren ersten Meisterschaftstitel. Sie verwiesen ihre Konkurrenten Tobias Wendl und Tobias Arlt, die nach dem ersten Lauf noch mit einem Vorsprung von rund einer Viertelsekunde vorn lagen, jedoch nach Fahrfehlern im zweiten Lauf deutlich einbüßten, mit einem Vorsprung von mehr als eineinhalb Zehntelsekunden auf den Silberrang. Dritte wurden Moritz Jäger und Valentin Steudte vor Max Ewald und Jakob Jannusch, die bereits mit einem Rückstand von mehr als vier Zehntelsekunden ins Ziel kamen. Das zu dieser Saison neu zusammengestellte Doppelsitzerpaar Pascal Kunze und Max Trippner wurde mit einem Rückstand von mehr als 1,8 Sekunden Fünfte. Die Juniorenwertung gewannen Jäger/Steudte vor Kunze/Trippner.

### Teamstaffel
| Platz | Sportler                                                                                             | Verein                                                                                          | Laufzeiten                          | Zeit         |
| ----- | --- | ----------------------------------------------------------------------------------------------- | ----------------------------------- | ------------ |
| 1     | Anna Berreiter Hannes Orlamünder / Paul Gubitz Felix Loch Jessica Degenhardt / Cheyenne Rosenthal    | RC Berchtesgaden RRC Zella-Mehlis RC Berchtesgaden RRC Altenberg / BSC Winterberg               | 48,333 s 48,684 s 48,797 s 49,558 s | 3:15,372 min |
| 2     | Melina Fischer Tobias Wendl / Tobias Arlt Max Langenhan Elisa Storch / Pauline Patz                  | ESV Lok Zwickau RC Berchtesgaden / WSV Königssee BRC 05 Friedrichroda RT Suhl / SV Schmalkalden | 48,009 s 48,679 s 48,597 s 50,088 s | 1:+0,001 s   |
| 3     | Alina Bräutigam Moritz Jäger / Valentin Steudte Timon Grancagnolo Dajana Eitberger / Saskia Schirmer | RRV Sonneberg/Schalkau RRC Zella-Mehlis / RT Suhl ESV Lok Zwickau RC Ilmenau / RC Berchtesgaden | 47,927 s 49,145 s 50,519 s 49,894 s | 1:+2,113 s   |

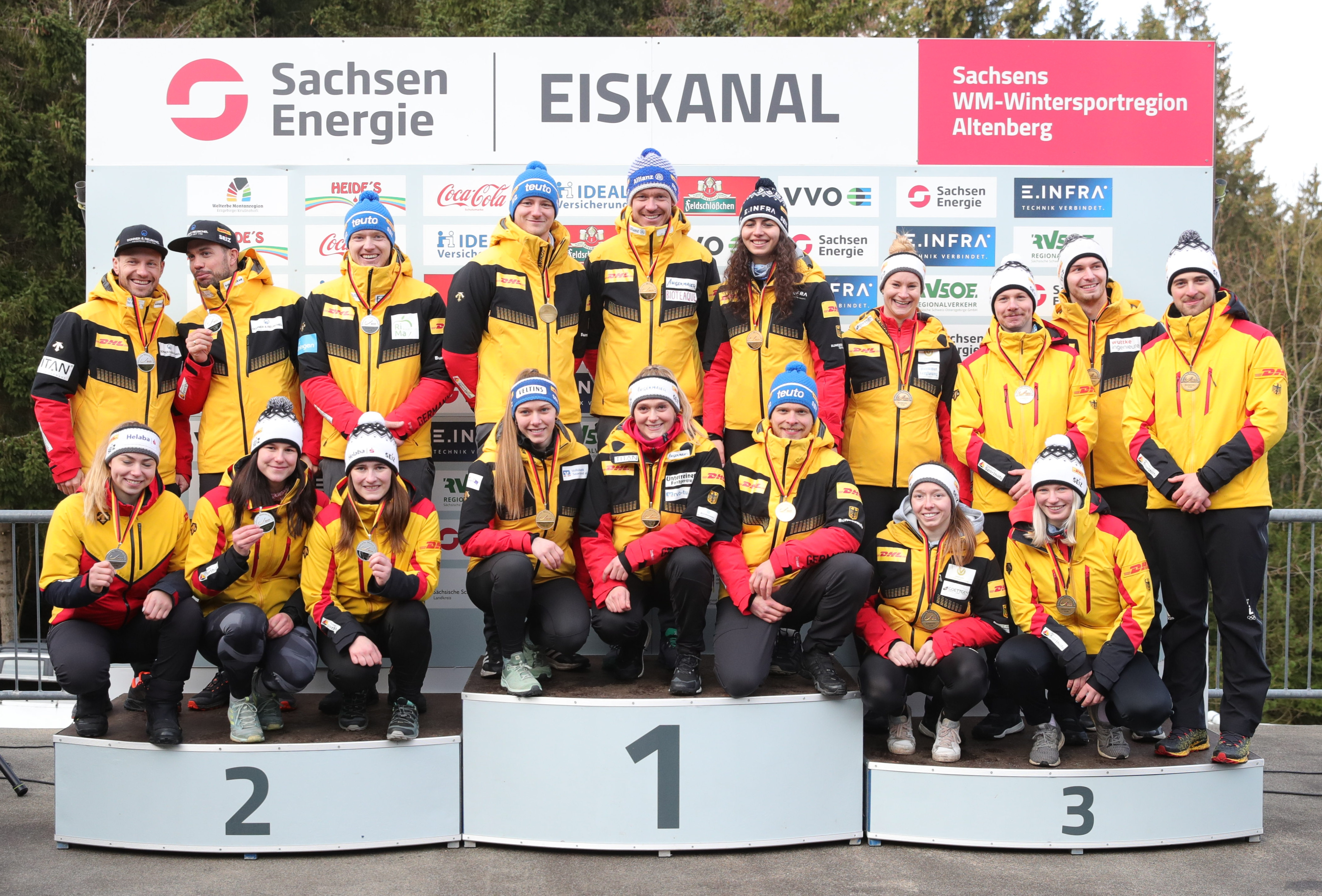
Podium

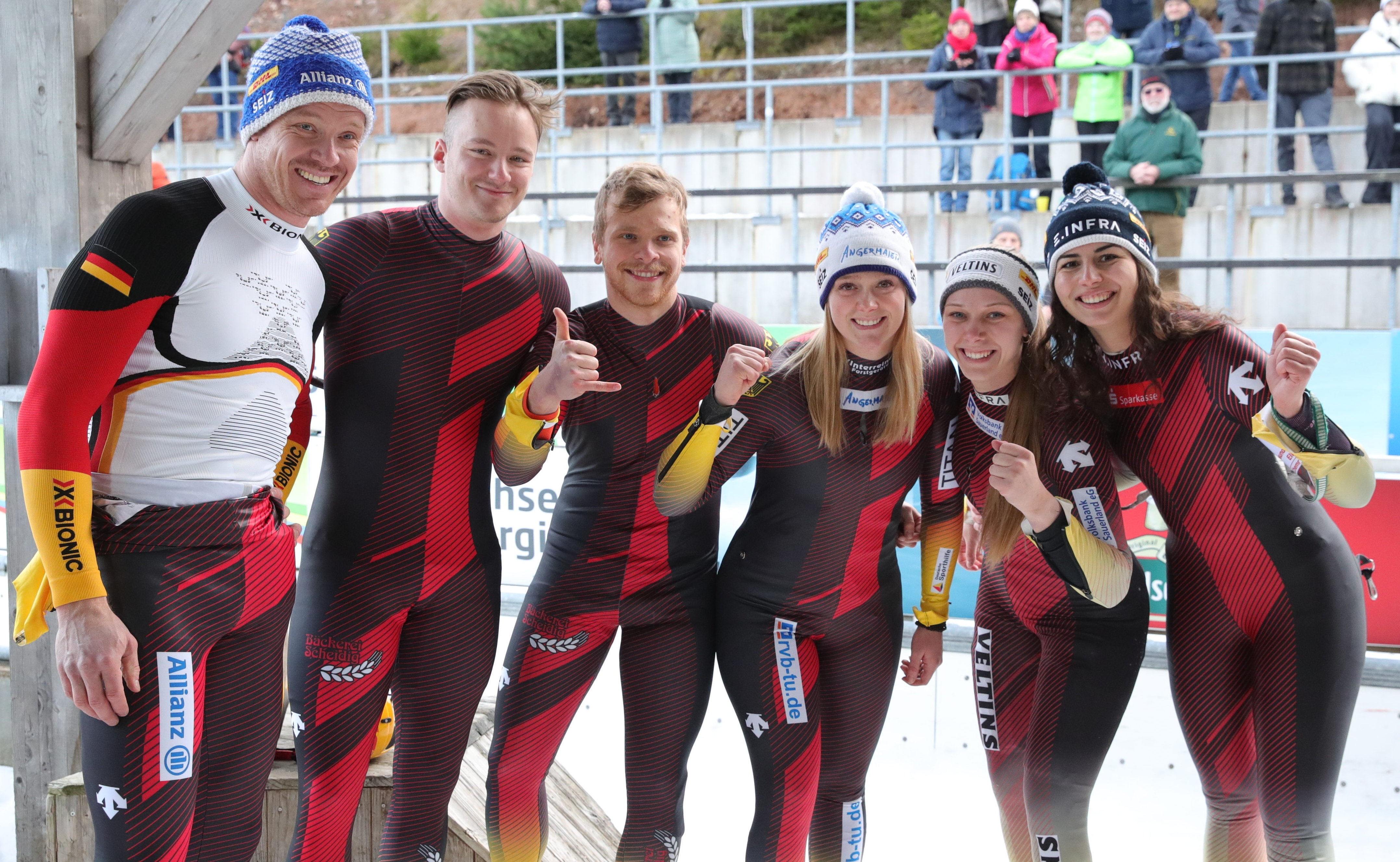
Deutsche Meister

In der Teamstaffel setzte sich das Team, welches Chefbundestrainer Norbert Loch aus den deutschen Meistern der einzelnen Disziplinen zusammengesetzt hatte, mit einem Vorsprung von lediglich einer Tausendstelsekunde gegen das aus den Vizemeistern bestehende Team durch. Dritte wurden, mit einem Rückstand von mehr als 2,1 Sekunden, die Bronzemedaillengewinner der einzelnen Disziplinen.